# Pomník padlých v 1. světové válce (Srnojedy)
Pomník padlých v 1. světové válce se nachází u autobusové zastávky na křižovatce ulic Pardubická a Ke hřišti hned vedle pískovcového kříže v centrální části obce Srnojedy v okrese Pardubice. 

## Historie
Pomník je dílem sochaře J. Reila z Chocně, který jej vyhotovil dle návrhu akademického sochaře Jaroslava Brychty. Pomníku byla udělena II. cena v soutěži Ministerstva veřejných prací a byl slavnostně odhalen 12.9.1920. V roce 1932 byl opraven.

## Popis
Pomník padlých v 1. světové válce stojí spolu s pískovcovým křížem před domem čp. 41 na upraveném prostranství ohraničeném ozdobnou kovovou mříží uchycenou v betonovém obrubníku.
Na prostranství vydlážděném pískovcovými úštěpky stojí na dvou nízkých kamenných schodech nízký, nahoře okosený hranolový sokl. Na čelní straně soklu je umístěna pamětní deska se jmény devíti vojínů z obce Srnojedy padlých v průběhu první světové války.
Na soklu stojí pískovcová stéla nahoře trojúhelníkově zakončená. Ve stéle je vyhlouben rámeček nahoře obloukovitě zakončený, ve kterém je umístěn reliéf vojína objímajícího dívku. Pod rámečkem byla původně umístěna deska s nápisem: „VÁLKA ZNAMENÁ SMRT – MÍR ZNAMENÁ ŽIVOT“.  Tato deska byla při poslední renovaci pomníku nahrazena novou deskou s textem: „Tomáš Garygue Masaryk se zasloužil o stát. Nar. 7.III.1850 v Hodoníně, zemř. 14. IX v Lánech. Pro věčnou pamět svému učiteli a vůdci.“.

## Galerie

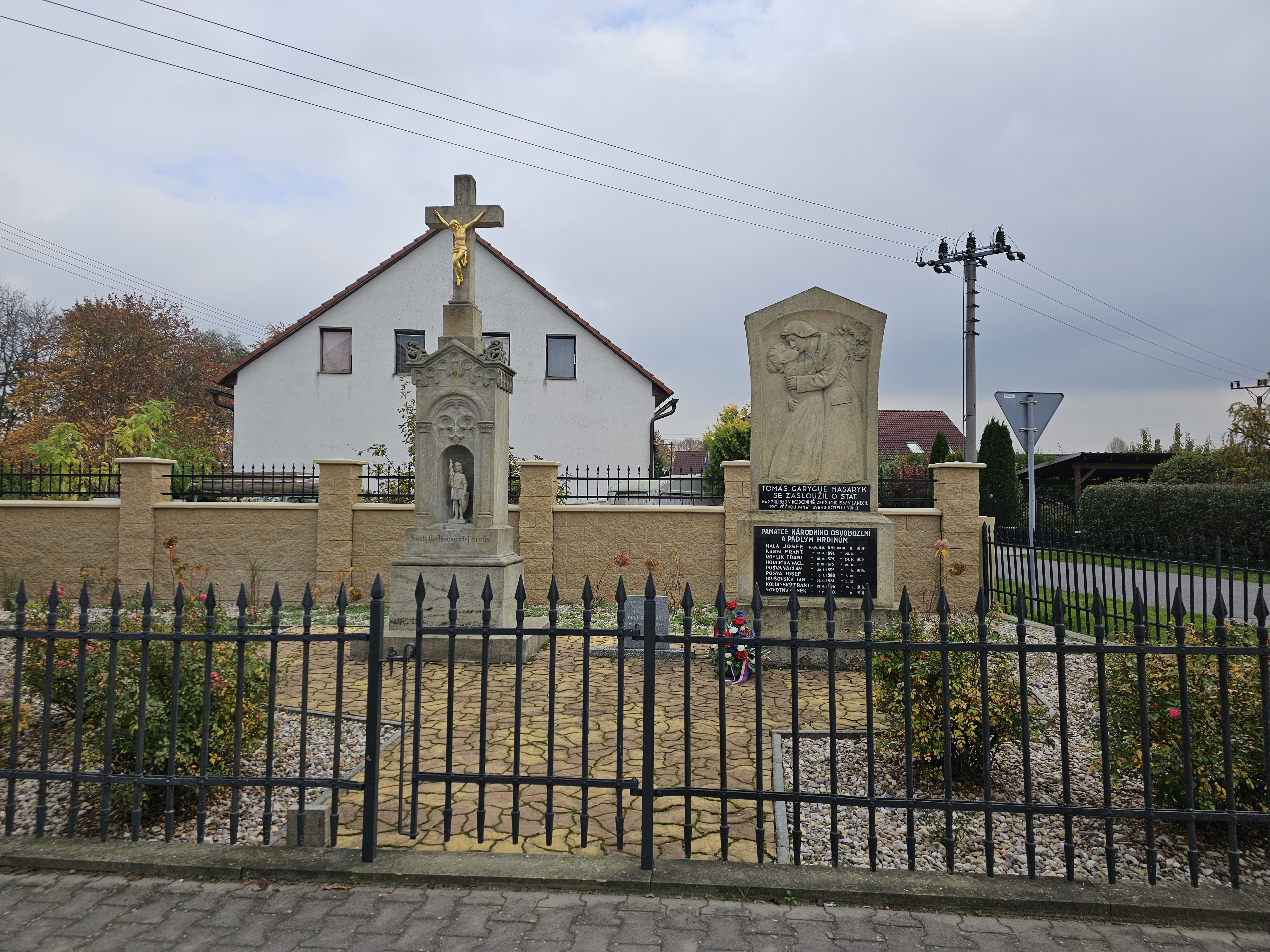
Kříž a pomníky padlých ve světových válkách v Srnojedech